# En analyse
En analyse (In Treatment) est une série télévisée américaine en 106 épisodes d'environ 25 minutes créée par Rodrigo García et diffusée entre le 28 janvier 2008 et le 7 décembre 2010 sur HBO. Il s'agit d'un remake de la série télévisée israélienne BeTipul de Hagai Levi, Nir Bergman et Ori Sivan.
En Belgique, la série est diffusée depuis le 14 octobre 2008 sur Be Séries, en France depuis le 17 novembre 2008 sur Orange Cinémax ainsi que depuis janvier 2011 sur Série Club et au Québec, depuis le [Quand ?] sur Super Écran. Néanmoins, elle n'a encore jamais été diffusée en Suisse. Le titre de la version française des DVD distribués en Amérique du Nord est sous-titrée Thérapie.
Une version québécoise, En thérapie, en 80 épisodes de 22 minutes a été produite par LP8 Média avec François Papineau dans le titre-rôle, et diffusée du 10 septembre 2012 au 31 octobre 2014 sur TV5.
Durant la pandémie de Covid-19 aux États-Unis à l'été 2020, HBO relance la série et engage Uzo Aduba dans le rôle principal, diffusée du 23 mai au 28 juin 2021.

## Synopsis
À Baltimore, Paul Weston est un psychologue, psychanalyste et psychothérapeute, qui reçoit des patients en semaine. En général, à chaque séance, il suit un patient qui lui fait part de ses problèmes et autres sujets. Paul suit quatre patients et le vendredi il se rend chez sa propre thérapeute, Gina.
Plus tard, Paul ne reçoit plus que trois patients en suivi plus sa séance avec sa nouvelle thérapeute, Adele.

## Distribution

### Acteurs principaux
- Gabriel Byrne (VF : Jean Barney) : Paul Weston, psychologue, psychanalyste et psychothérapeute
- Dianne Wiest (VF : Marie Lenoir) : Gina Toll, psychologue, thérapeute et amie de Paul. Ils décident d'un commun accord d'arrêter le suivi ensemble, Paul devant aller consulter quelqu'un d'autre. (saisons 1 et 2)
- Amy Ryan (VF : Gaëlle Savary) : Adele, psychologue et thérapeute, nouvelle thérapeute de Paul (saison 3)
- Uzo Aduba (VF : Annie Milon) : Brooke Taylor, psychologue (saison 4)

### Acteurs récurrents
- Michelle Forbes (VF : Véronique Augereau) : Kate Weston (saisons 1 à 3)
- Jake Richardson (en) (VF : Fabrice Trojani) Ian (saisons 1 à 3)
- Mae Whitman (VF : Sabrina Leurquin) : Rosie (saisons 1 à 3)
- Max Burkholder (saisons 1 et 2) puis Alex Wolff (saison 3) (VF : Sabrina Leurquin) : Max

#### Patients de la première saison
- Melissa George (VF : Pauline de Meurville) : Laura
- Blair Underwood (VF : Sidney Kotto) : Alex
- Mia Wasikowska (VF : Marie-Eugénie Maréchal) : Sophie
- Josh Charles (VF : Ludovic Baugin) : Jake
- Embeth Davidtz (VF : Magali Barney) : Amy

#### Patients de la deuxième saison
- Hope Davis (VF : Claudine Grémy) : Mia
- Alison Pill (VF : Jessica Monceau) : April
- Aaron Grady Shaw (VF : Alexandre Nguyen) : Oliver, fils de 12 ans de Luke et Bess
- Sherri Saum (VF : Pauline de Meurville) : Bess, ex-femme de Luke
- Russell Hornsby (VF : Jean-Paul Pitolin) : Luke, ex-mari de Bess
- John Mahoney (VF : Marc Moro) : Walter Barnett

#### Patients de la troisième saison
- Irrfan Khan (VF : Luc Boulad) : Sunil
- Debra Winger (VF : Claudine Grémy) : Frances
- Dane DeHaan (VF : Hervé Grull) : Jesse

#### Patients de la quatrième saison
- Anthony Ramos (VF : Emmanuel Garijo) : Eladio Restrepo
- John Benjamin Hickey (VF : Nicolas Marié)  : Colin
- Quintessa Swindell (en) (VF : Alice Taurand) : Laila

### Acteurs secondaires
- Glynn Turman (VF : Jean-Michel Martial) : Alex Senior (saisons 1 et 2)
- Peter Horton (VF : Philippe Dumond) : Zach (saison 1)
- Samrat Chakrabarti (en) (VF : Marc Saez) : Arun, mari de Julia et fils de Sunil (saison 3)
- James Lloyd Reynolds : Steve, nouveau fiancée de Kate (saison 3)
- Dendrie Taylor (de) : Marisa, mère adoptive de Jesse (saison 3)
- Joseph Siravo (en) : Roberto, père adoptif de Jesse (saison 3)
- Charlayne Woodard (VF : Virginie Emane) : Rhonda (saison 4)
- Liza Colón-Zayas (VF : Sophie Riffont) : Rita (saison 4)
- Joel Kinnaman (VF : Marc Arnaud) : Adam (saison 4)

### Invités
- Julia Campbell (VF : Élisabeth Fargeot) : Olivia (2 épisodes, saison 1)
- Laila Robins (VF : Élisabeth Fargeot) : Tammy Meswick né Kent (4 épisodes, saison 2)
- Lauren Hodges (VF : Chantal Baroin) : Natalie (1 épisode, saison 2)
- Sonya Walger (VF : Chantal Baroin) : Julia, femme d'Aaron et belle-fille de Sunil (3 épisodes, saison 3)
- Susan Misner (VF : Chantal Baroin) : Wendy, petite-amie de Paul (2 épisodes, saison 3)

Version française
- Société de doublage : Tritrac SN (saisons 1 à 3) puis Iyuno Media Group (saison 4)
- Direction artistique : Didier Breitburd (saisons 1 à 3) puis Laura Préjean (saison 4)
- Adaptation des dialogues : Bruno Lais, Emmanuel Fouquet et François Janin (saisons 1 à 3) puis Eric Lajoie, Yannick Ladroyes et Joëlle Matrenchard (saison 4)

 Source et légende : version française (VF) sur RS Doublage et Doublage Séries Database

## Production

### Développement
Le format, le scénario et le thème d'ouverture sont basés, presque mot pour mot, sur la série israélienne à succès de Hagai Levi, Betipul.
HBO a annoncé que la série n'aurait pas de quatrième saison car elle a déclaré « ne pas vouloir continuer la série sous sa forme actuelle, mais de s'orienter vers une nouvelle perspective de continuer les histoires de Paul Weston sous un autre angle ».

### Distribution des rôles
Quatre nouveaux acteurs portent la troisième saison de la série : Irrfan Khan dans le rôle de Sunil, un professeur de maths, Dane DeHaan, dans le rôle de Jesse, un adolescent homosexuel affirmé, Debra Winger dans le rôle de Frances, une actrice en pleine ascension et Amy Ryan le rôle d'Adele, la nouvelle thérapeute de Paul Weston.

### Tournage
La 1re saison de la série est tournée dans les Studios Paramount, à Melrose Avenue, près d'Hollywood, à Los Angeles, en Californie (États-Unis). Les 2e et 3e saisons ont été tournées à New York.

## Fiche technique
- Titre français : En analyse (France) ; Thérapie (titre DVD sous-titrés distribués dans la zone 1 en Amérique du Nord)
- Titre original : In Treatment
- Autres titres : En terapia (Espagne), In Treatment - Der Therapeut (Allemagne), A terapeuta (Hongrie), Mathimata psyhologias (Grèce)
- Création : Hagai Levi
- Réalisation :
- Scénario :
- Direction artistique : James David Goldmark (2008-2009), Michael L. Mayer (2008), Catherine Smith (2008), David Stein (2009) et Sarah Frank (2010)
- Décors : Suzuki Ingerslev (2008) et Neil Patel (2009-2010)
- Costumes : Maria Tortu (2008), Tom Broecker (2009) et Sarah Beers (2010)
- Directeur de la photographie : Mauricio Rubinstein (2008-2009), Patrick Cady (2008), Fred Murphy (2008), Xavier Pérez Grobet (2008), Steve Mathis (2008) et Derick V. Underschultz (2010)
- Montage : Lisa Bromwell (2008), Beatrice Sisul (2008), Michelle Tesoro (2009-2010), J. Kathleen Gibson (2009-2010), Joe Hobeck (2009) et Amy E. Duddleston (de) (2010)
- Musique : Richard Marvin
- Casting : Libby Goldstein (2008-2010), Junie Lowry-Johnson (2008-2010) et Alexa L. Fogel (2009)
- Production :
  - Production exécutive : Rodrigo García, Stephen Levinson, Hagai Levi, Mark Wahlberg, Warren Leight (en), Paris Barclay, Dan Futterman, Anya Epstein, Noa Tishby (en)
- Sociétés de production : Closest to the Hole Productions, Home Box Office et Leverage Management
- Sociétés de distribution (télévision - DVD) :
  - Home Box Office - Home Box Office Home Video (États-Unis)
  - Movie Central Network (Canada)
- Pays d'origine :  États-Unis
- Langue originale : anglais
- Format : couleur - 1,78:1 - son Dolby Digital
- Genre : série dramatique
- Durée : entre 22 et 28 minutes

 Sauf indication contraire, les informations mentionnées dans cette section peuvent être confirmées par la base de données cinématographiques IMDb,  présente dans la section « Liens externes ».

## Épisodes
La série est composée de quatre saisons comportant 43 épisodes pour la première, 35 pour la deuxième, 28 pour la troisième et 24 pour la quatrième saison.

## Diffusion internationale

### En version française
En France, la première saison d’En analyse a été diffusée du 28 janvier 2008 au 28 mars 2008 ; la deuxième saison du 7 septembre 2009 au 30 octobre 2009 et la troisième saison du 25 octobre 2010 au 7 décembre 2010 sur Orange Cinémax.
En Belgique, la première saison a été diffusée du 14 octobre 2008 au 4 mars 2009 et la deuxième saison du 19 décembre 2010 au 30 janvier 2011 sur Be Séries.

## Distinctions
En analyse (In Treatment) a été nommée à un certain nombre de récompenses prestigieuses de la télévision américaine, comme les Emmy Awards ou les Golden Globes.

### Récompenses
- Emmy Awards 2008 :
Meilleure guest dans une série dramatique pour Glynn Turman
Meilleure actrice dans un second rôle dans une série dramatique pour Dianne Wiest

- Writers Guild of America 2009 : Meilleur scénario pour une nouvelle série
- Golden Globes 2009 : Meilleur acteur dans une série dramatique pour Gabriel Byrne
- Gracie Allen Awards (en) 2009 : Meilleure actrice dans un second rôle dans une série dramatique pour Dianne Wiest

### Nominations
- ALMA Award 2008 : Meilleur réalisateur dans une série télévisée pour Rodrigo García (1re saison 5e épisode : Paul et Gina - Semaine une)
- Art Directors Guild 2008 : Meilleur création des décors dans une série filmée avec une caméra
- Casting Society of America 2008 : Meilleur casting pour l'épisode Pilote d'une série dramatique pour Junie Lowry-Johnson
- Emmy Awards 2008 :
  - Meilleur acteur dans une série dramatique pour Gabriel Byrne
  - Meilleure photographie dans une série d'une demi-heure pour Fred Murphy (1re saison 28e épisode : Sophie - Semaine six)
- Satellite Awards 2008 :
  - Meilleure série dramatique
  - Meilleur acteur dans une série dramatique pour Gabriel Byrne
  - Meilleure actrice dans un second rôle dans une série / mini-série pour Dianne Wiest

- Golden Globes 2009 :
  - Meilleure série dramatique
  - Meilleur acteur dans un second rôle dans une série dramatique pour Blair Underwood
  - Meilleure actrice dans un second rôle dans une série dramatique pour Melissa George
  - Meilleure actrice dans un second rôle dans une série dramatique pour Dianne Wiest
- Image Awards 2009 :
  - Meilleur acteur dans un second rôle dans une série dramatique pour Blair Underwood
  - Meilleur réalisateur pour une série dramatique pour Paris Barclay (1re saison 37e épisode : Alex - Semaine huit)
- Directors Guild of America 2009 : Meilleur réalisateur pour une série dramatique pour Paris Barclay (1re saison 37e épisode : Alex - Semaine huit)

- Emmy Awards 2010
  - Meilleur acteur dans une série dramatique pour Gabriel Byrne
  - Meilleure actrice dans un second rôle dans une série dramatique pour Hope Davis
  - Meilleure actrice dans un second rôle dans une série dramatique pour Dianne Wiest

## Autour de la série
Fan de la série, la psychanalyste Clotilde Leguil y a consacré un ouvrage, In Treatment, Lost in Therapy, aux Presses universitaires de France. Pour elle, le personnage de Paul Weston, le psy héros de la série, interprété par l'acteur irlandais Gabriel Byrne, incarne une dérive de la psychanalyse, qui devient une psychologie de comptoir bien éloignée des préceptes freudiens et lacaniens.
Une version française de BeTipul, En thérapie a été écrite pour Arte par David Elkaïm et Vincent Poymiro et réalisée par Éric Toledano et Olivier Nakache.